# كيم جو هيوك
كيم جو هيوك ((هانغل: 김주혁)) (مواليد 3 أكتوبر 1972 في سول - 30 أكتوبر 2017)، هو ممثل كوري جنوبي بدأ مسيرته الفنية سنة 1998، وهو مشهور بأدواره الكوميدية والرومنسية.

## مسيرته
تخرج كيم من قسم السينما والمسرح في جامعة دونغ كوك، بدأ كممثل تلفزيوني على قناة أس بي أس في عام 1998، وأخذ اهتمام الجمهور به كونه ابن الممثل كيم مو ساينغ.

## أعماله
- العزاب (2003)
- عندما تلتقي الرومانسية مع القدر (2005)
- السنونو الازرق (2005)
- زوجتي تزوجت (2008)
- المحارب كي (2012)
- الطبيب الأسطوري - هور جون (2013)
- مهمة سرية (2017)
- الأسنان والأظافر (2017)

## الوفاة
توفي كيم في وقت مبكر من 30 أكتوبر 2017، حيث انقلبت سيارته واشتعلت فيها النيران، وقد وصل إلى المستشفى متوفياُ.

## وصلات خارجية
- كيم جو هيوك على موقع IMDb (الإنجليزية)
- كيم جو هيوك على موقع قاعدة بيانات الفيلم (الإنجليزية)